# Linea Keikyū Zushi
La  Linea Keikyū Zushi (京急逗子線?, Keikyū-Zushi-sen) gestita dalle Ferrovie Keikyū è una breve diramazione a scartamento normale della linea Keikyū principale che si distacca dalla stazione di Kanazawa-Hakkei a Yokohama per raggiungere la stazione di Shin-Zushi, a Zushi.

## Stazioni
- Tutti i treni fermano in tutte le stazioni della linea

| Num. | Stazione        | Giapponese | Distanza | Collegamenti                                   | Posizione            |
| ---- | --------------- | ---------- | -------- | ---------------------------------------------- | -------------------- |
| KK50 | Kanazawa-Hakkei | 金沢八景   | 0,0      | Linea Keikyū principale Linea Kanazawa Seaside | Kanazawa-ku Yokohama |
| KK51 | Mutsuura        | 六浦       | 1,3      |                                                | Kanazawa-ku Yokohama |
| KK52 | Jimmuji         | 神武寺     | 4,1      |                                                | Zushi                |
| KK53 | Shin-Zushi      | 新逗子     | 5,9      |                                                | Zushi                |